# Anssi Koivuranta
Anssi Einar Koivuranta (Kuusamo, 3 de julio de 1988) es un deportista finlandés que compitió en esquí en la modalidad de combinada nórdica. 
Participó en tres Juegos Olímpicos de Invierno, entre los años 2006 y 2014, obteniendo una medalla de bronce en Turín 2006, en la prueba por equipo (junto con Antti Kuisma, Jaakko Tallus y Hannu Manninen).
Ganó dos medallas en el Campeonato Mundial de Esquí Nórdico de 2007, en las pruebas de trampolín normal + 15 km y trampolín normal + 4 × 5 km por equipo.

## Palmarés internacional
| Juegos Olímpicos   | Juegos Olímpicos | Juegos Olímpicos  | Juegos Olímpicos         |
| Año                | Lugar            | Medalla           | Prueba                   |
| ------------------ | ---------------- | ----------------- | ------------------------ |
| 2006               | Turín (Italia)   | Medalla de bronce | TN + 4 × 5 km por equipo |
| Campeonato Mundial |                  |                   |                          |
| Año                | Lugar            | Medalla           | Prueba                   |
| 2007               | Sapporo (Japón)  | Medalla de oro    | TN + 4 × 5 km por equipo |
| 2007               | Sapporo (Japón)  | Medalla de bronce | TN + 15 km individual    |